# Leabgarrow
Leabgarrow (en irlandais : An Leadhb Gharbh) est un village gaeltacht, le seul de l'île d'Arranmore, du comté de Donegal. Il est desservi par le ferry de la ville de Burtonport se situant à 5 km de l'île.
Le village possède un bureau de poste, un collège d'enseignement général et le port du ferry. Leabgarrow possède aussi un restaurant, une salle de jeux et de nombreux pubs et des bars servant essentiellement au tourisme local et journalier.